# Reppenstedt
Reppenstedt là một đô thị của và trung tâm hành chính của Samtgemeinde Gellersen withhuyện Lüneburg bang Niedersachsen, Đức. Đô thị này có diện tích 14,78 km².